# Ma Xiaoxu
Ma Xiaoxu (kinesiska: 马晓旭), född 1988 i Dalian, är en kinesisk fotbollsspelare som spelar för Dalian Shide. Hon skrev på för Umeå IK 2007 där hon dock inte stannade länge. Hon har tidigare utsetts till bland annat Turneringens bästa spelare (Women's Asian Cup, 2006) och AFC Women's Player of the Year, 2006, samt spelat för det kinesiska damlandslaget.